# Українці в Іспанії
Українська діаспора в Іспанії — українська національна спільнота, яка постійно проживає на території Іспанії.

## Історія
Формування української діаспори в Іспанії розпочалося після Другої світової війни, коли у важкі повоєнні роки перша група українців-студентів прибула до Мадрида в пошуках кращої долі. Саме тоді утворилося перше українське товариство «Обнова» релігійно-конфесійного спрямування. У період так званих «застійних» років еміграція в Іспанію мала здебільшого політичний характер і була нечисленною.

## Сьогодення
На початку 1990-х років, після розвалу СРСР, виникла нова хвиля міграції на захід, в тому числі до Іспанії, яка набувала вже економічних ознак. Остання «четверта» хвиля припадає приблизно на середину 1990-х років і зумовлюється економічними причинами — втратою робочих місць, доходів населення, особливо в сільській місцевості, комерціалізацією відносин тощо.
Останнім часом іспанське законодавство значно обмежило іноземну присутність у країні, проте українська діаспора чисельно зростає, в першу чергу за рахунок «трудових» мігрантів, та вже нараховує за оцінками іспанської сторони понад 100 тис. осіб (жінки — 65 %, чоловіки — 35 %). З цієї кількості 50 % мають легальний статус, інші є нелегалами. Близько 70 % — вихідці з Західної України. Найбільше українців у містах: Мадрид, Барселона, Валенсія, Альбасете, Аліканте, Торев'єха, Мурсія, Малага, Марбелья, Уельва, Севілья, Хіхон. Серед регіонів за чисельністю лідирує Каталонія.
Станом на 2015 рік, в Мадриді та околицях існує не менше 6 українських шкіл, де навчаються близько 1000 дітей

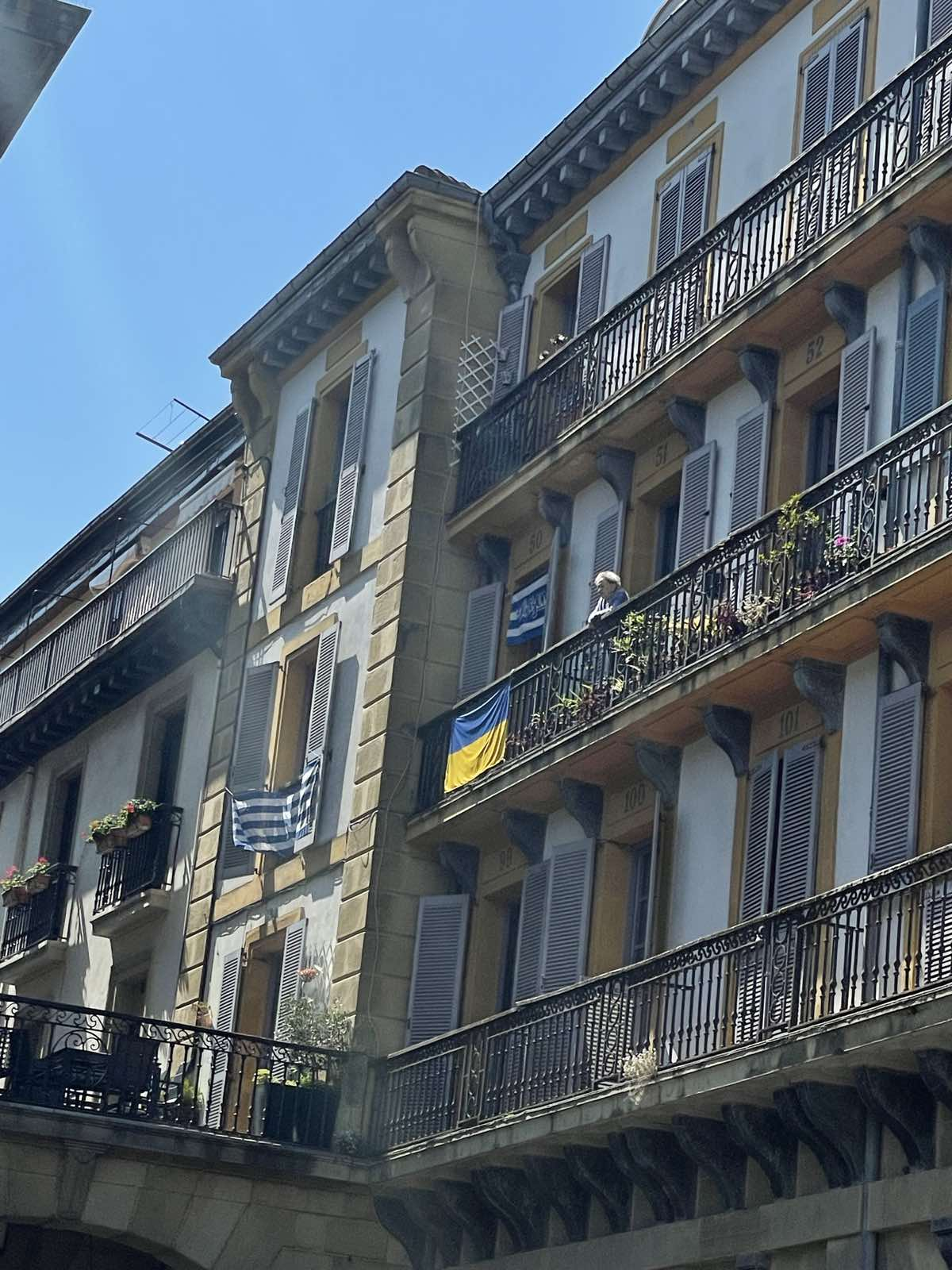
Місце проживання вимушених біженців з України в Сан-Себастьянському готелі через масштабне вторгнення Росії 24 лютого 2022 року

Нова хвиля почалася через велике вторгнення Росії до України 24 лютого 2022 року. Біженці з гарячих точок України внаслідок війни змушені були покинути свої домівки і оселитися в Іспанії як вимушені мігранти під егідою Червоного Хреста, які отримали від влади Іспанії вид на проживання поки що до середини 2024 року.
Кількість українських біженців, які змушено втекли від війни і вторгнення РФ (станом на березень 2024) становило 198 тисяч. Загальна кількість українців у Королівстві Іспанія на червень 2024 року досягло 293 тисячі осіб.

## Українські громадські організації Іспанії
- Федерація українських асоціацій Іспанії (ФУАІ) — член УВКР.

Пласт-Національна Скаутська Організація України. Осередок в Іспанії. Головний осередок знаходиться у місті Валенсія. Голова Павло Сенаторов

## Українські ЗМІ в Іспанії
- Головний веб портал українців в Іспанії Ucranianos.com
- Часопис «Надсегурська Україна»